# Río Kuna
El río Kuna (del ruso: Куна) es un río de la república de Adiguesia, en Rusia, afluente por la izquierda del río Sajrai, que vierte sus aguas en el Daj, que desemboca en el Bélaya, tributario del río Kubán.

## Curso
Nace en las vertientes septentrionales del Cáucaso, 9 km al sudeste de Novoprojladnoye (44°07′22″N 40°11′39″E / 44.12278, 40.19417). Tiene unos 8 km de longitud y desemboca en el Sajrai antes de la citada localidad (44°04′40″N 40°20′12″E / 44.07778, 40.33667).